# Jeg søger en mand
Jeg søger en mand er en amerikansk stumfilm fra 1919 af Walter Edwards.

## Medvirkende
- Constance Talmadge som Arabella Cadenhouse
- Harrison Ford som Bill
- Gertrude Claire som Tante Effie
- Monte Blue som Harry Atteridge
- Arthur Edmund Carewe som Claude Estabrook